# 竺瑤
竺瑤，东晋军事人物。
竺瑤在東晋担任寧朔将軍。興寧三年（365年）三月，他负责守備洛陽，前燕太宰慕容恪率軍攻陷洛陽。竺瑤敗走襄陽。
太和五年（370年）四月，大司馬桓温率军討伐前燕建威将軍袁瑾，派竺瑤、矯陽之为督護前去抵御。竺瑤率领水师進軍，在武丘击败前燕针对袁瑾的援軍。
太和六年（371年）十一月，桓温废黜皇帝司馬奕，让督护竺瑶、散骑侍郎刘亨收取了皇帝的玺绶。
寧康元年（373年）十一月，前秦大军攻打梁州、益州，荊州刺史桓豁派担任江夏相的竺瑤率领援軍救援。他听说广汉郡太守趙長战死，于是带兵撤退。
寧康二年（374年）五月，担任益州刺史的竺瑤和威遠将軍桓石虔率领三万兵众攻打垫江。驻守墊江的前秦寧州刺史姚萇被击败、退到五城。竺瑤、桓石虔于是移驻巴東。